# خوان کروچت
خوان کروچت (انگلیسی: Juan Curuchet؛ زادهٔ ۴ فوریهٔ ۱۹۶۵) دوچرخه‌سوار اهل آرژانتین بود.
وی در مسابقات کشوری و بین‌المللی در مجموع برندهٔ ۸ مدال طلا، ۴ مدال نقره، ۹ مدال برنز شده‌است.